# 안내초등학교
안내초등학교는 대한민국 충청북도 옥천군 안내면 현리에 있는 공립 초등학교이다.

## 학교 연혁
- 1920년 6월 1일 설립인가
- 1921년 5월 2일 안내공립보통학교 개교
- 1938년 4월 1일 안내공립심상소학교 개칭
- 1941년 4월 1일 안내공립국민학교 개칭
- 1965년 3월 1일 용촌국민학교 분리
- 1973년 3월 1일 대동국민학교 분리
- 1989년 9월 1일 용촌분교장 편입
- 1992년 9월 1일 대동분교장 편입
- 1993년 3월 1일 대동분교장 통폐합
- 1995년 3월 1일 용촌분교장 통폐합
- 1996년 3월 1일 안내초등학교로 개칭
- 2001년 3월 1일 도지정 통일교육 시범학교
- 2002년 2월 15일 한국수자원공사지정 물사랑 교육 시범학교
- 2016년 2월 17일 제92회 졸업식(졸업생 누계 6,356명)
- 2016년 3월 1일 제36대 김영임 교장 부임
- 2021년 3월 1일 제37대 김광자 교장 부임

## 참고 자료
- 안내초등학교 - 한국교육학술정보원 학교알리미